# Humedal de Reloca
El humedal de Reloca es un humedal ubicado en la desembocadura del río Reloca en la comuna de Chanco de la Región del Maule que fue declarado santuario de la naturaleza de Chile por decreto 1613 de 2005.